# Panchaia fusca
Panchaia fusca is een pissebed uit de familie Trachelipodidae. De wetenschappelijke naam van de soort is voor het eerst geldig gepubliceerd in 2004 door Taiti & Ferrara.